# بالینتیر

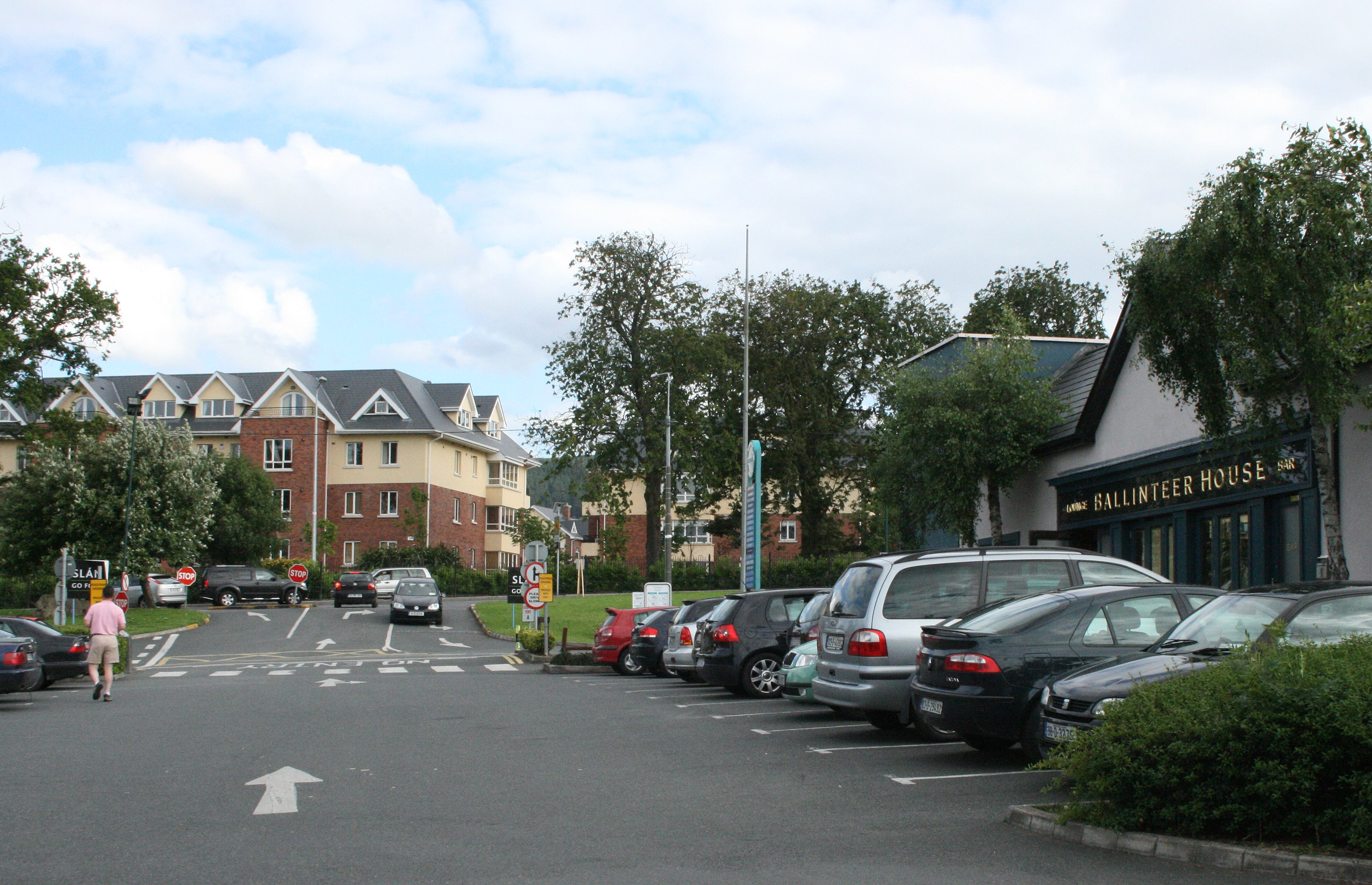
نمایی از شهر بالینتیر در شهرستان دوبلین، جمهوری ایرلند - ۲۰۰۸

شهر بالینتیر (به انگلیسی: Ballinteer) با جمعیت  ۱۵٫۵۸۰   نفر  در شهرستان دوبلین در کشور جمهوری ایرلند واقع شده‌است.